# Paul A. Edwards
Paul A. Edwards é um diretor de fotografia, operador de câmera e diretor de criação estadunidense. Ele trabalhou em vários filmes e comerciais para a televisão dos Estados Unidos. Participou da produção das séries Fringe e Lost.